# Arliso
Arliso (en griego, Ἀρλισσός) fue una antigua ciudad de Caria (en la actual Turquía). 
Perteneció a la Liga de Delos puesto que aparece mencionada en el registro de tributos a Atenas del año 445/4 a. C. donde pagó un phoros de 600 dracmas.
Aparece también en una lista de nombres de una inscripción de Labraunda del siglo IV a. C.
Se cita un heraldo de la ciudad en un tratado entre Milasa y Cindie del siglo IV a. C. De este decreto también se desprende que probablemente en la ciudad abundaba la población autóctona de Anatolia y es discutible la pertenencia de la ciudad al mundo griego.
Se desconoce su localización exacta.